# NGC 1165
NGC 1165 est une vaste galaxie spirale barrée entourée d'un anneau et située dans la constellation du Fourneau. NGC 1165 a été découverte par l'astronome britannique John Herschel en 1835.

## Caractéristiques
Sa vitesse par rapport au fond diffus cosmologique est de 4 774 ± 12 km/s, ce qui correspond à une distance de Hubble de 70,4 ± 4,9 Mpc (∼230 millions d'al).
À ce jour, quatre mesures non basées sur le décalage vers le rouge (redshift) donnent une distance de 56,325 ± 0,754 Mpc (∼184 millions d'al), ce qui est à l'extérieur des valeurs de la distance de Hubble. Notons que c'est avec la valeur moyenne des mesures indépendantes, lorsqu'elles existent, que la base de données NASA/IPAC calcule le diamètre d'une galaxie et qu'en conséquence le diamètre de NGC 1165 pourrait être d'environ 77,8 kpc (∼254 000 al) si on utilisait la distance de Hubble pour le calculer.
NGC 1165 présente une large raie HI.